# 李桂丹
李桂丹（Lee gui-dan，1913年12月1日—1938年2月18日），遼寧遼濱塔村人，中華民國空軍軍官。
其父早逝，由母周太夫人撫育成人。烈士聰穎健朗，事母至孝。九一八事變眼見日人橫行，乃矢志從軍報國。報考陸軍官校，再轉入中央航校，二期畢業品學兼優，飛行技藝高超，高志航教官特別激賞並予推薦留校任教官。

## 事蹟

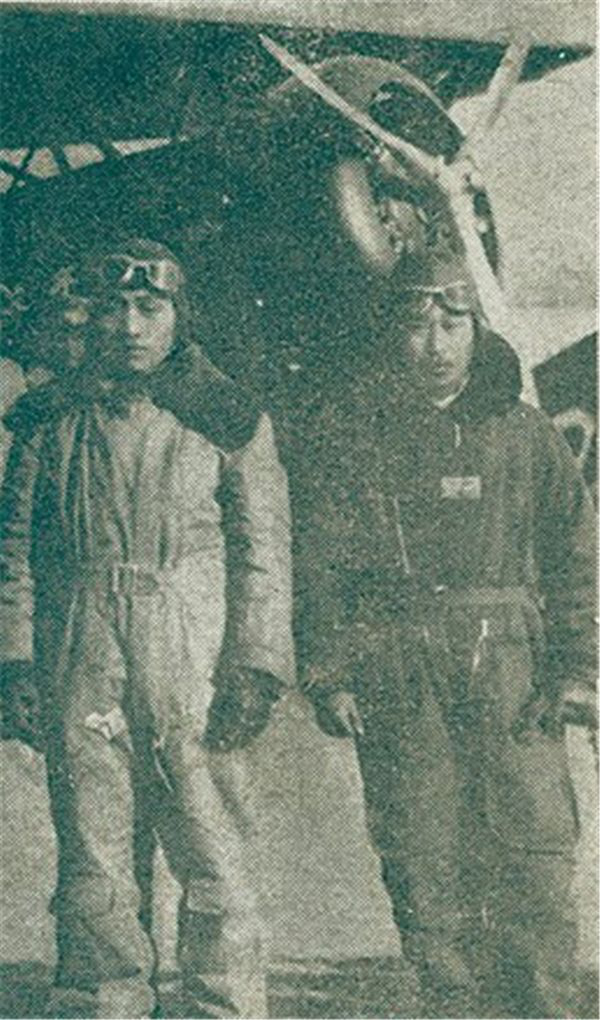
1936年10月30日，李桂丹上尉(左)與高志航大隊長攝於南京明故宮機場

1932年7月，李桂丹入中央航校第二期飛行科。畢業後留校任航校少尉飛行教官，飛行科驅逐組少尉組長。
1936年綏遠抗戰爆發，李桂丹在偵察、轟炸和配合陸軍的作戰中屢次建立戰功。不久升任航校飛行科驅逐機中尉代組長，空軍第四大隊21中隊中尉隊長。
1937年8月13日淞滬戰爭爆發後，李桂丹先後擊毀敵機8架，升任空軍第四大隊上尉本級代大隊長，與高志航、劉粹剛、樂以琴當時被譽為中國空軍「四大金剛」。
1938年1月1日，獲頒二級雲麾勳章。
1938年2月18日，日軍企圖轟炸武漢。李桂丹率領第四大隊駕機升空與敵作戰，擊落敵機12架，實為抗戰以來最激烈的空戰之一。李桂丹個人於此役擊落了3架敵機。但其後中彈，當即血染長空，壯烈殉國，犧牲時年僅24歲。